# 人参二醇

原人参二醇

人参二醇是一种有机化合物，化学式C
30H
52O
3，属于达玛烷型三萜，由原人参二醇的20号位羟基和侧链烯键环合得到，存在于人蔘（Panax ginseng）等植物中。